# 1-正丁基-3-甲基咪唑鎓四氯鐵酸鹽
1-正丁基-3-甲基咪唑四氯铁酸盐在常溫常壓下是一種磁性离子液体。可由氯化1-正丁基-3-甲基咪唑鎓 (別名BMIM-Cl)和氯化鐵(III)混合製備。此化合物的水溶性非常低。  
由于高自旋FeCl4-阴离子的存在，此液体化合物具顺磁性，据报告其磁化率为40.6 × 10 -6 emu g -1 。一个简单的小钕磁铁就足以吸引试管中的液体。